# Capellà (peix)

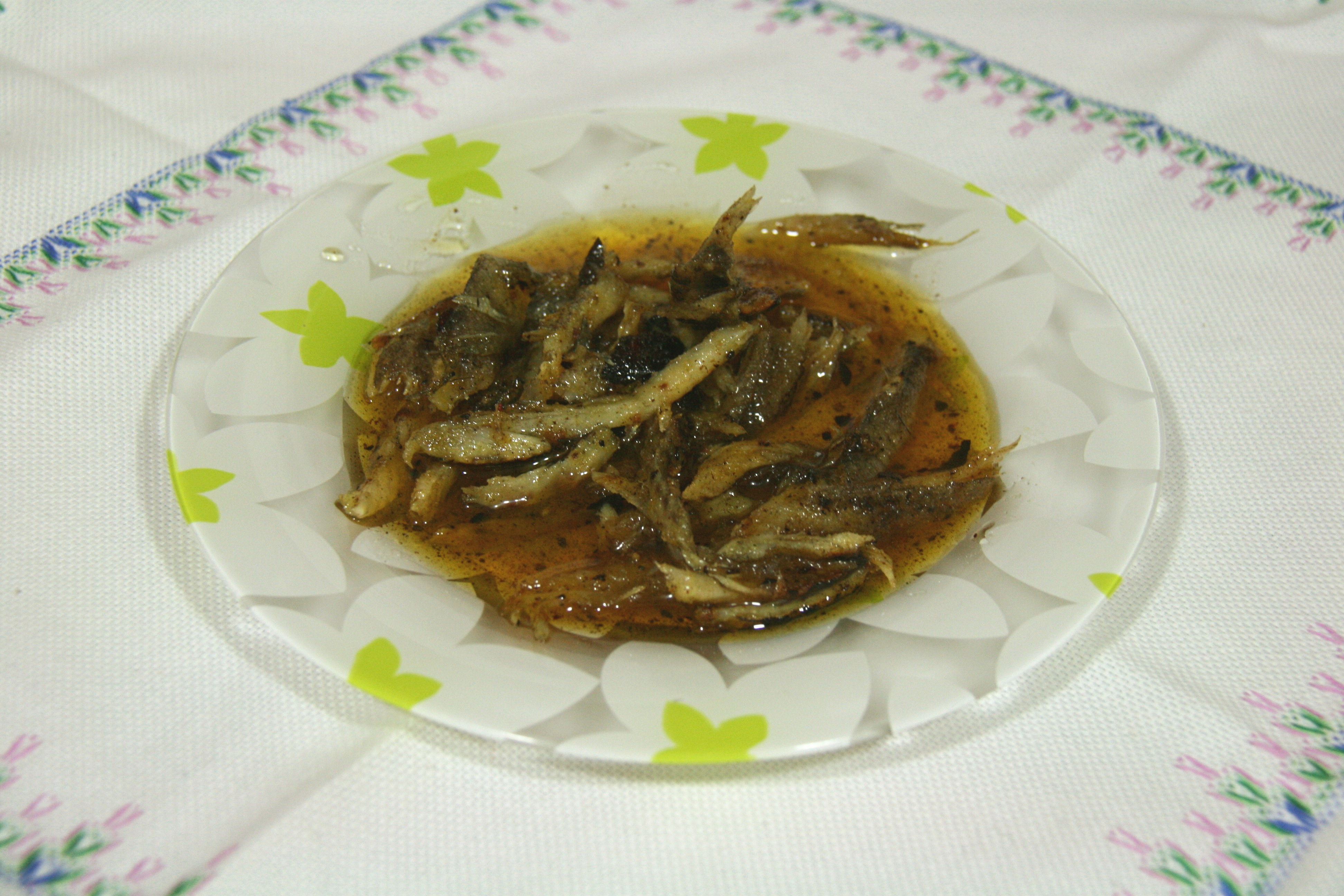
Plat elaborat amb capellans.

El capellà, la mòllera vera, la mòllera, la molla, la palaia o la peialla (Trisopterus minutus) és una espècie de peix de l'ordre dels gadiformes i de la família dels gàdids.

## Morfologia
- Pot assolir 40 cm de llargària total, tot i que la més comuna és de 20.
- Cos alt, allargat i comprimit.
- Tres aletes dorsals molt properes (la primera de les quals és més alta, més petita i en forma de triangle gairebé isòsceles; la segona més llarga) i dues d'anals (llargues, molt més la primera).
- Aletes pectorals ben desenvolupades.
- Aletes ventrals petites, filiformes i jugulars.
- Aleta caudal escotada.
- Escates petites que cauen amb facilitat.
- Cap amb ulls laterals grossos.
- La mandíbula superior és prominent.
- Barbeta a la mandíbula inferior.
- Nombre de vèrtebres: 47-51.
- Color gris groguenc o rosat al dors, gris argentat als flancs i blanc al ventre. Les aletes són grises, tot i que les ventrals i l'extrem de la primera anal són blanquinoses.[4][5][6][7][8][9][10]

## Reproducció
Té lloc del febrer al maig (principalment, del març a l'abril, i, en aigües més meridionals, del desembre al març) entre 50-100 m de fondària i a una temperatura mínima de 8 °C. La fecundació és externa i els progenitors no protegeixen les cries.

## Alimentació
Es nodreix de crustacis, peixets i poliquets.

## Depredadors
És depredat per Trachurus mediterraneus, el congre (Conger conger), Merlangius merlangus, el rap (Lophius piscatorius), Merluccius merluccius, el bacallà (Gadus morhua), la foca de Groenlàndia (Phoca groenlandica), el dofí mular (Tursiops truncatus) i Chelidonichthys gurnardus.

## Hàbitat
És un peix marí, bentopelàgic, de clima temperat (66°N-28°N, 13°W-36°E) i que viu als fons sorrencs o fangosos del talús continental fins als 440 m de fondària (normalment, entre 15-200).

## Distribució geogràfica
Es troba a l'Atlàntic (des del fiord de Trondheim -Noruega- i les illes Fèroe fins a Portugal i el Marroc) i la Mediterrània.

## Longevitat
La seua esperança de vida és de 5 anys.

## Costums
Forma moles molt grans.

## Ús comercial
- La seua carn és bona i molt apreciada, però es descompon amb facilitat. És emprat en la producció de farina de peix i, a l'Europa meridional, forma part de la dieta humana. És freqüent de trobar-ne als mercats a l'hivern i, així, al País Valencià s'acostuma a vendre obert, salat i assecat.[28][29]
- És un esquer aconsellat per a grans depredadors.[30]

## Observacions
És inofensiu per als humans.